# Fussballclub Sankt Gallen 1879 2012-2013
Questa voce raccoglie le informazioni riguardanti il Fussballclub Sankt Gallen 1879 nelle competizioni ufficiali della stagione 2012-2013.

## Stagione
Nella stagione 2012-2013 il San Gallo, allenato da Jeff Saibene, concluse il campionato di Super League al 3º posto. In Coppa Svizzera il San Gallo fu eliminato agli ottavi di finale dall'Aarau.

## Rosa
| N. |                          | Ruolo | Calciatore              |
| -- | ------------------------ | ----- | ----------------------- |
| 1  | Svizzera (bandiera)      | P     | Daniel Lopar            |
| 4  | Croazia (bandiera)       | D     | Ilija Ivić              |
| 5  | Liechtenstein (bandiera) | D     | Martin Stocklasa        |
| 6  | Svizzera (bandiera)      | D     | Philippe Montandon      |
| 7  | Kosovo (bandiera)        | C     | Kristian Nushi          |
| 8  | Tunisia (bandiera)       | C     | Stéphane Nater          |
| 9  | Gambia (bandiera)        | D     | Pa Modou Jagne          |
| 10 | Argentina (bandiera)     | C     | Ezequiel Óscar Scarione |
| 11 | Camerun (bandiera)       | A     | Franck Etoundi          |
| 13 | Austria (bandiera)       | A     | Manuel Sutter           |
| 14 | Svizzera (bandiera)      | C     | Mario Schönenberger     |
| 15 | Francia (bandiera)       | D     | Stéphane Besle          |
| 16 | Svezia (bandiera)        | A     | Mikael Ishak            |
| 18 | Svizzera (bandiera)      | P     | Marcel Herzog           |

| N. |                        | Ruolo | Calciatore         |
| -- | ---------------------- | ----- | ------------------ |
| 19 | Lussemburgo (bandiera) | D     | Mario Mutsch       |
| 20 | Slovenia (bandiera)    | A     | Džengis Čavušević  |
| 21 | Croazia (bandiera)     | D     | Ivan Martić        |
| 22 | Svizzera (bandiera)    | C     | Sébastien Wüthrich |
| 23 | Svizzera (bandiera)    | A     | Sven Lehmann       |
| 24 | Svizzera (bandiera)    | D     | Marco Hämmerli     |
| 25 | Serbia (bandiera)      | A     | Savo Kovačević     |
| 27 | Svizzera (bandiera)    | C     | Marco Mathys       |
| 28 | Albania (bandiera)     | D     | Ermir Lenjani      |
| 30 | Croazia (bandiera)     | P     | Ilija Kovačić      |
| 31 | Germania (bandiera)    | C     | Dejan Janjatović   |
| 33 | Austria (bandiera)     | P     | Florian Kloser     |
| 33 | Svizzera (bandiera)    | A     | Igor Tadić         |

## Organigramma societario
Area tecnica
- Allenatore: Jeff Saibene
- Allenatore in seconda: Daniel Tarone
- Preparatore dei portieri: Stefano Razzetti
- Preparatori atletici:

## Calciomercato

### Sessione estiva
| Acquisti | Acquisti            | Acquisti | Acquisti |
| R.       | Nome                | da       | Modalità |
| -------- | ------------------- | -------- | -------- |
| D        | Stéphane Besle      | Metz     |          |
| A        | Džengis Čavušević   | Wil      |          |
| P        | Marcel Herzog       | Basilea  |          |
| D        | Mario Mutsch        | Sion     |          |
| C        | Stéphane Nater      | Servette |          |
| C        | Mario Schönenberger | Wil      |          |
| A        | Igor Tadić          | Kriens   |          |

| Cessioni | Cessioni          | Cessioni     | Cessioni |
| R.       | Nome              | a            | Modalità |
| -------- | ----------------- | ------------ | -------- |
| A        | Bruno Valente     | Friburgo     |          |
| C        | Tunahan Çiçek     | San Gallo II |          |
| C        | Gabriel Lüchinger | Wil          |          |
| C        | Philipp Muntwiler | Lucerna      |          |
| D        | Simon Roduner     | Höngg        |          |
| P        | Germano Vailati   | Basilea      |          |
| P        | Timon Waldvogel   | Wil          |          |

### Sessione invernale
| Acquisti | Acquisti           | Acquisti      | Acquisti |
| R.       | Nome               | da            | Modalità |
| -------- | ------------------ | ------------- | -------- |
| C        | Sébastien Wüthrich | Sion          |          |
| A        | Savo Kovačević     | Sloboda Užice |          |
| A        | Mikael Ishak       | Colonia       |          |
| D        | Ermir Lenjani      | Winterthur    |          |

| Cessioni | Cessioni      | Cessioni | Cessioni |
| R.       | Nome          | a        | Modalità |
| -------- | ------------- | -------- | -------- |
| A        | Nico Abegglen | Vaduz    |          |

## Risultati

### Super League

#### Prima fase, girone di andata
| Arbitro: | Studer |

|              |           |            |
| Abegglen 56’ | Marcatori | 21’ Mayuka |

| Arbitro: | Kever |

|  |           |              |
|  | Marcatori | 28’ Scarione |

| Arbitro: | Klossner |

|                                 |           |                |
| Scarione 38’ Čavušević 45’, 81’ | Marcatori | 41’ Gavranović |

| Arbitro: | Graf |

|              |           |              |
| Abegglen 90’ | Marcatori | 26’ Hajrović |

| Arbitro: | Bieri |

|                     |           |                |
| Rangelov 85’ (rig.) | Marcatori | 54’ Janjatović |

| Arbitro: | Jaccottet |

|  |           |                     |
|  | Marcatori | 75’ (rig.) Scarione |

| Arbitro: | Studer |

|                             |           |          |
| Čavušević 51’ Regazzoni 71’ | Marcatori | 10’ Zoua |

| Arbitro: | Amhof |

|  |           |                              |
|  | Marcatori | 12’, 43’ Mathys 90’ Scarione |

| Arbitro: | Zimmermann |

|                                 |           |  |
| Moubandje 7’ (aut.) Etoundi 73’ | Marcatori |  |

#### Prima fase, girone di ritorno
| Arbitro: | Gremaud |

|  |           |                            |
|  | Marcatori | 14’ Scarione 55’ Čavušević |

| Arbitro: | Pache |

|             |           |  |
| Khalifa 38’ | Marcatori |  |

| Arbitro: | Kever |

|                            |           |             |
| Scarione 19’ Montandon 54’ | Marcatori | 47’ Malonga |

| Arbitro: | Amhof |

|          |           |              |
| Pont 14’ | Marcatori | 33’ Scarione |

| Arbitro: | Bieri |

|            |           |  |
| Mathys 13’ | Marcatori |  |

| Arbitro: | Studer |

|  |           |                                        |
|  | Marcatori | 38’ Bühler 83’ Crettenand 90’ Wüthrich |

| Berna 18 novembre 2012, ore 13:45 CET 16ª giornata | Young Boys | 0 – 0 referto | San Gallo | Stade de Suisse (19 904 spett.)\| Arbitro: \| Jaccottet \| |
| Arbitro:                                           | Jaccottet  |               |           |                                                            |

| Arbitro: | Gremaud |

|            |           |            |
| Martić 76’ | Marcatori | 19’ Winter |

| Arbitro: | Kever |

|                     |           |  |
| Streller 67’ (rig.) | Marcatori |  |

#### Seconda fase, girone di andata
| San Gallo 13 marzo 2013, ore 18:30 CET 19ª giornata | San Gallo | 0 – 0 referto | Thun | AFG Arena (10 272 spett.)\| Arbitro: \| Jaccottet \| |
| Arbitro:                                            | Jaccottet |               |      |                                                      |

| Arbitro: | Bieri |

|                      |           |  |
| Montandon 64’ (aut.) | Marcatori |  |

| Arbitro: | Studer |

|                                                |           |  |
| Scarione 23’ (rig.), 65’, 72’ (rig.) Ishak 27’ | Marcatori |  |

| Arbitro: | Jaccottet |

|                      |           |  |
| Frey 55’ Nuzzolo 78’ | Marcatori |  |

| Arbitro: | Pache |

|                                   |           |           |
| Ngamukol 2’ Salatic 56’ Gashi 90’ | Marcatori | 26’ Nushi |

| Arbitro: | Erlachner |

|                             |           |               |
| Wüthrich 18’ Besle 25’, 31’ | Marcatori | 41’ Moussilou |

| Arbitro: | Hänni |

|          |           |                                |
| Koch 73’ | Marcatori | 63’ Wüthrich 67’, 90’ Scarione |

| Arbitro: | Bieri |

|              |           |              |
| Wüthrich 50’ | Marcatori | 52’ Streller |

| Arbitro: | Erlachner |

|           |           |                                  |
| Eudis 77’ | Marcatori | 3’ Besle 9’ Scarione 59’ Etoundi |

#### Seconda fase, girone di ritorno
| Arbitro: | Kever |

|                      |           |                                  |
| Moussilou 25’ (rig.) | Marcatori | 21’ Besle 55’ Scarione 73’ Nushi |

| Arbitro: | Studer |

|              |           |                              |
| Scarione 90’ | Marcatori | 17’ Kukuruzović 73’ Chermiti |

| Arbitro: | Graf |

|                                    |           |                     |
| Scarione 50’, 75’ (rig.) Nushi 81’ | Marcatori | 34’ (rig.) Costanzo |

| Arbitro: | Klossner |

|                             |           |  |
| Hochstrasser 45’ Winter 87’ | Marcatori |  |

| Arbitro: | Amhof |

|                                                      |           |  |
| Wüthrich 10’ Scarione 16’, 27’, 69’ (rig.) Jagne 88’ | Marcatori |  |

| Arbitro: | Bieri |

|                                        |           |  |
| Schneuwly 4’ Wittwer 12’ Siegfried 90’ | Marcatori |  |

| Arbitro: | Jaccottet |

|                                              |           |           |
| Nushi 26’ Ishak 45’, 71’ Scarione 89’ (rig.) | Marcatori | 75’ Eudis |

| Arbitro: | Bieri |

|               |           |                                 |
| Janjatović 7’ | Marcatori | 40’ (rig.) Hajrović 52’ Abrashi |

| Arbitro: | Studer |

|               |           |  |
| Bobadilla 22’ | Marcatori |  |

### Coppa Svizzera
| 15 settembre 2012, ore 16:00 CEST Primo turno | Altstetten | 0 – 7 | San Gallo |  |

| 11 novembre 2012, ore 14:30 CET Secondo turno | Bienne | 0 – 3 | San Gallo |  |

| 3 febbraio 2013, ore 14:30 CET Ottavi di finale | Aarau | 2 – 0 | San Gallo |  |

## Statistiche

### Statistiche di squadra
| Competizione   | Punti | In casa | In casa | In casa | In casa | In casa | In casa | In trasferta | In trasferta | In trasferta | In trasferta | In trasferta | In trasferta | Totale | Totale | Totale | Totale | Totale | Totale | DR  |
| Competizione   | Punti | G       | V       | N       | P       | Gf      | Gs      | G            | V            | N            | P            | Gf           | Gs           | G      | V      | N      | P      | Gf     | Gs     | DR  |
| -------------- | ----- | ------- | ------- | ------- | ------- | ------- | ------- | ------------ | ------------ | ------------ | ------------ | ------------ | ------------ | ------ | ------ | ------ | ------ | ------ | ------ | --- |
| Super League   | 59    | 18      | 10      | 5       | 3       | 35      | 17      | 18           | 7            | 3            | 8            | 19           | 19           | 36     | 17     | 8      | 11     | 54     | 36     | +18 |
| Coppa Svizzera | -     | 0       | 0       | 0       | 0       | 0       | 0       | 3            | 2            | 0            | 1            | 10           | 2            | 3      | 2      | 0      | 1      | 10     | 2      | +8  |
| Totale         | 59    | 18      | 10      | 5       | 3       | 35      | 17      | 21           | 9            | 3            | 9            | 29           | 21           | 39     | 19     | 8      | 12     | 64     | 38     | +26 |

### Andamento in campionato
| Giornata  | 1 | 2 | 3 | 4 | 5 | 6 | 7 | 8 | 9 | 10 | 11 | 12 | 13 | 14 | 15 | 16 | 17 | 18 | 19 | 20 | 21 | 22 | 23 | 24 | 25 | 26 | 27 | 28 | 29 | 30 | 31 | 32 | 33 | 34 | 35 | 36 |
| --------- | - | - | - | - | - | - | - | - | - | -- | -- | -- | -- | -- | -- | -- | -- | -- | -- | -- | -- | -- | -- | -- | -- | -- | -- | -- | -- | -- | -- | -- | -- | -- | -- | -- |
| Luogo     | C | T | C | C | T | T | C | T | C | T  | T  | C  | T  | C  | C  | T  | C  | T  | C  | T  | C  | T  | T  | C  | T  | C  | T  | T  | C  | C  | T  | C  | T  | C  | C  | T  |
| Risultato | N | V | V | N | N | V | V | V | V | V  | P  | V  | N  | V  | P  | N  | N  | P  | N  | P  | V  | P  | P  | V  | V  | N  | V  | V  | P  | V  | P  | V  | P  | V  | P  | P  |
| Posizione | 3 | 4 | 2 | 2 | 3 | 3 | 2 | 1 | 1 | 1  | 2  | 2  | 2  | 2  | 2  | 2  | 2  | 3  | 3  | 4  | 3  | 3  | 3  | 3  | 3  | 3  | 3  | 3  | 3  | 3  | 3  | 3  | 3  | 3  | 3  | 3  |

Legenda:

Luogo: C = Casa; T = Trasferta. Risultato: V = Vittoria; N = Pareggio; P = Sconfitta.

### Statistiche dei giocatori
| N. Abegglen      | 14 | 2  | 2 | 0 |
| S. Besle         | 24 | 4  | 7 | 2 |
| F. Etoundi       | 22 | 2  | 2 | 0 |
| M. Herzog        | 1  | 0  | 0 | 0 |
| M. Hämmerli      | 3  | 0  | 0 | 0 |
| M. Ishak         | 13 | 3  | 1 | 0 |
| I. Ivić          | 6  | 0  | 1 | 0 |
| P. Jagne         | 34 | 1  | 7 | 0 |
| D. Janjatović    | 32 | 2  | 6 | 0 |
| F. Kloser        | 0  | 0  | 0 | 0 |
| S. Kovačević     | 0  | 0  | 0 | 0 |
| I. Kovačić       | 0  | 0  | 0 | 0 |
| S. Lehmann       | 1  | 0  | 0 | 0 |
| E. Lenjani       | 7  | 0  | 1 | 0 |
| D. Lopar         | 35 | 0  | 1 | 0 |
| I. Martić        | 15 | 1  | 0 | 0 |
| M. Mathys        | 34 | 3  | 4 | 0 |
| P. Montandon     | 31 | 1  | 3 | 1 |
| M. Mutsch        | 31 | 0  | 6 | 1 |
| S. Nater         | 33 | 0  | 8 | 0 |
| K. Nushi         | 31 | 4  | 3 | 0 |
| A. Regazzoni     | 12 | 1  | 6 | 0 |
| Ó. Scarione      | 36 | 21 | 2 | 0 |
| M. Schönenberger | 12 | 0  | 1 | 0 |
| M. Stocklasa     | 18 | 0  | 1 | 0 |
| M. Sutter        | 14 | 0  | 2 | 0 |
| I. Tadić         | 8  | 0  | 0 | 0 |
| S. Wüthrich      | 11 | 4  | 1 | 0 |
| D. Čavušević     | 20 | 4  | 5 | 0 |